# Monsieur de Falindor
Pour plus de détails, voir Fiche technique et Distribution.
Monsieur de Falindor est un film français réalisé par René Le Hénaff, sorti en 1947.

## Synopsis
Un jeune seigneur du temps des Valois, ayant pris épouse depuis peu et devant partir guerroyer, apprend par le truchement d'une prophétie que son honneur risque dêtre écorché. Il confie sa charmante femme à son grand ami Maxime de Falindor et, celui-ci, en dépit des embûches et des tentations, respecte le serment et rend au jeune époux sa femme et son honneur, intacts.

## Fiche technique
- Titre : Monsieur de Falindor
- Réalisation : René Le Hénaff
- Scénario : René Le Hénaff et Gil Roland, d'après la pièce de Georges Manoir et Armand Verhylle
- Photographie : Raymond Agnel
- Décors : Raymond Nègre
- Son : Roger Tavernier
- Montage : Marinette Cadix
- Musique : Louis Beydts
- Production : Raymond Borderie
- Société de production : Bertrou et Compagnie
- Tournage : du 16 juillet au 14 août 1946
- Pays :  France
- Format :  Noir et blanc  - 35 mm - Son mono
- Genre : Comédie
- Durée : 75 minutes
- Date de sortie : 
  - France : 29 janvier 1947
- Visa d'exploitation : 4684

## Distribution
- Jacqueline Dor : Annette de Rayval
- Pierre Jourdan : Maxime de Falindor
- Gil Roland : Maître Basilius
- Marcelle Duval
- Michel Gudin
- Janine Viénot
- France Delahalle